# Luutsniku
Luutsniku est un village de la commune de Rõuge, situé dans le comté de Võru en Estonie. 
C'était autrefois le domaine seigneurial de la famille von Glasenapp. Le village portait le nom de Lutznik jusqu'en 1938.
De 1991 jusqu'à la réforme administrative d'octobre 2017, il faisait partie de la commune de Haanja, date à laquelle celle-ci a été supprimée et intégrée dans la nouvelle commune de Rõuge.